# Парса Пирузфар
Парса Пирузфар (перс. پارسا پیروزفر; род. 13 сентября 1972, Тегеран, Иран) — иранский актёр, режиссёр театра, драматург, переводчик и художник.

## Биография
Родился 13 сентября 1972 года в городе Тегеран, в Иранe. В 1984—1990 годах, во время учёбы в школе рисовал стрипы. По информации на его официальном сайте, эти стрипы не были опубликованы. Окончил среднюю школу в 1990 году. ٰВысшее образование начал получать в 1991 году на факультете изобразительного искусства Тегеранского университета в живописи. Одновременно также начал выступать на сцене, в различных театральных постановках университета. С 1993 по 1997 годы Парса работал также актёром озвучивания. В кино дебютировал в фильме «Пари» (режиссёр Дариюш Мехрджуи) в 1994 году. В том же году изучал актёрский метод Станиславского с Махином Оскоуи. В 1995 году изучал работы Хамида Самандаряна в Институте Драматического Искусства имени Самандаряна. В 1997 году получил степень бакалавра живописи в Тегеранском университете. В театре, как режиссёр, дебютировал с пьесой «Арт» Ясмины Реза в 2001 году. Давал уроки актёрского мастерства в Институте культуры и искусств Карнаме и курсы внеаудиторной актёрского мастерства в Университете имени Алламе Табатабаи в 2004 и 2005 годах. Также давал уроки актёрского мастерства в киношколе Хиладж в 2007, 2010 и 2011 годах. Также периодически занимался скульптурой, графическим дизайном и изготовлением тизеров. Является член-основателем Иранской ассоциации театральных актёров, член Хане Синема, член Иранской ассоциации киноактёров и Театрального Форума иранских актёров.

## Матрёшка (Пьеса)
На основе избранных рассказов А. П. Чехова Парса Пирузфар написал и поставил в 2015 году в Theatre West (Лос-Анджелес) моноспектакль — сатирическую пьесу «Матрёшка». В пьесе фигурирует более 35 персонажей, все сыграны Пирузфаром. Впоследствии спектакль проходил в течение двух лет в Лос-Анджелесе, Сан-Диего и Беркли, а также в Торонто, Ванкувере и Монреале в Канаде в 2015 и 2016 годах и наконец, в Тегеране, в 2017 году. За «Матрёшку» Пирузфар получил премию «Золотая статуя» на 35-м ежегодном Международном Театральном Фестивале «Фаджр» в Тегеране в 2017 году.

## Творчество

### Фильмография
| Год       | Название                       | Персидское название      | Роль           | Режиссёр                          | Примечания       |
| --------- | ------------------------------ | ------------------------ | -------------- | --------------------------------- | ---------------- |
| 2019      | Без выбора                     | MAJBOURIM                |                | Реза Дормишиян                    |                  |
| 2019      | Онемение                       | BI HESI MOUZE’EI         | Шāхрох         | Хосейн Махкам                     |                  |
| 2015      | Разрыв                         | SHEKAF                   | Фархāд         | Кияраш Асадизадех                 |                  |
| 2015      | Ближе                          | NAZDIKTAR                | Ехсāн          | Мостафа Ахмади                    |                  |
| 2014      | Жизнь в другом месте           | ZENDEGI JAY-e DIGARIST   | Али            | Манучехр Хади                     |                  |
| 2010-2011 | Здесь без меня                 | INJA BEDOON-e MAN        | Резā           | Бахрам Таваколи                   |                  |
| 2010      | Лошадь есть благородное        | ASB HEYVAN-e NAJIBIST    | Борзу          | Абдольреза Кахани                 |                  |
| 2008      | День идёт и ночь наступает     | SHABANEROOZ              | Фарох          | Омид Бонакдар, Кейван Алимохамади |                  |
| 2004      | Маска                          | NEGHAB                   | Нимā           | Казем Растгофтар                  |                  |
| 2004      | Нежеланная женщина             | ZAN-e ZIADI              | Рахим          | Тахмине Милани                    |                  |
| 2003      | Мамины гости                   | MEHMAN-e MAMAN           | Юсоф           | Дариюш Мехрджуи                   |                  |
| 2003      | Слеза холода                   | ASHK-e SARMA             | Кāвé Кияни     | Азизолах Хамиднежад               |                  |
| 2002      | Время сбора урожая орехов      | VAGHT-e CHIDAN-e GERDUHA | Латиф Кāшāни   | Ирадж Емами                       | Не было выпущено |
| 2002      | Счастливая невеста             | AROOS-e KHOSHGHADAM      | Инджāнéб       | Казем Растгофтар                  |                  |
| 2000      | Девушка — которую звали Тондар | DOKHTARI B-e NAME TONDAR | Р’aд           | Хамидреза Аштянпур                |                  |
| 1999      | Манифестация                   | ETERAZ                   | Кāзéм          | Масуд Кимяи                       |                  |
| 1999      | Девочки ждут                   | DOKHTARAN-e ENTEZAR      | Саид Масрур    | Рахман Резаи                      |                  |
| 1998      | Шейда                          | SHEIDA                   | Фархāд Харанди | Камаль Табризи                    |                  |
| 1997      | Мерседес                       |                          | Йахйā          | Масуд Кимиаи                      |                  |
| 1995      | Банкет                         | ZIAFAT                   | Абе́д           | Масуд Кимяи                       |                  |
| 1994      | Пари                           |                          | Духовенство    | Дариюш Мехрджуи                   |                  |
| 1993      | Скульптура                     | MOJASAM-e                | Студент        | Дариюш Мехрджуи                   |                  |

### Короткометражные фильмы
| Год  | Название     | Персидское название | Роль | Режиссёр    | Примечания       |
| ---- | ------------ | ------------------- | ---- | ----------- | ---------------- |
| 2004 | Поздно ночью | DIRVAQT             |      | Асгар Наими | Не было выпущено |

### Телесериал
| Год       | Название            | Персидское название | Роль             | Режиссёр              | Примечания |
| --------- | ------------------- | ------------------- | ---------------- | --------------------- | ---------- |
| 2005-2009 | В глазах ветра      | DАК CHASHM-e BAAD   | Бижан Ирāни      | Масуд Джафари Джузани |            |
| 2001-2002 | Зелёное путешествие | SAFAR-e SABZ        | Даниэль Вестберг | Мохамад Хосейн Латифи |            |
| 1997-1998 | В моем сердце       | DAR GHALB-e MAN     | Резā             | Хамид Лабхандех       |            |
| 1994-1995 | Под вашим жильём    | DAR PANAH-e TO      | Пāрсā            | Хамид Лабхандех       |            |

### Театр
| Год       | Название                                    | Роль            | Режиссёр        | Писатель           | Переводчик                      | Примечания |
| --------- | ------------------------------------------- | --------------- | --------------- | ------------------ | ------------------------------- | ---------- |
| 2019      | Визит                                       | Учитель         | Парса Пирузфар  | Фридрих Дюрренматт | Парса Пирузфар                  |            |
| 2018-2019 | Отверженные                                 | Жан Вальжан     | Хосейн Парсаи   | Виктор Гюго        |                                 | Мюзикл     |
| 2018      | Летний день                                 | Моф             | Парса Пирузфар  | Славомир Мрожек    | Парса Пирузфар Сепиде Хосроджах |            |
| 2015-2017 | Матрёшка                                    | все роли        | Парса Пирузфар  | Парса Пирузфар     | Парса Пирузфар                  |            |
| 2014      | В открытом море                             | Толстый         | Парса Пирузфар  | Славомир Мрожек    | Парса Пирузфар                  |            |
| 2013      | Камни в его карманах                        | В 10 ролях      | Парса Пирузфар  | Мери Джонс         | Парса Пирузфар                  |            |
| 2012      | Бог резни                                   | Алан Рели       | Парса Пирузфар  | Ясмина Реза        |                                 |            |
| 2011      | Гленгарри Глен Росс                         | Рикки Рома      | Парса Пирузфар  | Дэвид Мэмет        | Парса Пирузфар                  |            |
| 2001      | 'Арт'                                       | Марк            | Парса Пирузфар  | Ясмина Реза        | Парса Пирузфар                  |            |
| 1998      | Её высочество Аои (Бахрам Бейзаи Продакшен) | Хикару          | Бахрам Бейзаи   | Юкио Мисима        | Бахрам Бейзаи                   |            |
| 1995-1997 | Отверженные                                 | Мариус Понмерси | Бехруз Гарибпур | Виктор Гюго        | Бехруз Гарибпур                 |            |

## Награды
- 35-й Международный Театральный фестиваль «Фаджр», 2017

Лучшая мужская роль Матрёшки 
- Международный телеканал Jaam-e-jam[93], 2010

Лучшая мужская роль в глазах зрителя в фильме «В глазах ветра»
- 15-й китайский кинофестиваль «Золотой петух и сто цветов», 2006

Международная выставка фильмов «Золотой петух», Лучшая мужская роль в глазах зрителя в «Слезе холода»
- 7-й 'Osian’s Cinefan Festival of Asian Cinema', Дели, 2005[94][95]

Азиатский конкурс, Лучшая мужская роль в «Слезе холода»
- 8-й фестиваль 'Хан Синема', 2004[96]

Премия за лучшую мужскую роль второго плана у «Мамины гости»

## Номинации
- Празднование 'Хане Синема', 2004, Лучший актёр в «Слезе холода»
- Международный кинофестиваль Фаджр, 2004, Лучший актёр второго плана в «Мамины гости»
- Празднование 'Хане Синема', 2000, лучший актёр второго плана «Манифестация»[97]
- Празднование 'Хане Синема', 1999, Лучший актёр в «Шейда»

## Член жюри
- Иранский театральный форум, 2010—2011[98]
- 14-й празднования 'Хане Синема', 2010
- 10-х празднования 'Хане Синема', 2001
- 9-й празднования 'Хане Синема', 2000

## Членство в Ассоциации
- Иранская Ассоциация Театральных Актёров, член-основатель
- Хане Синема
- Иранская Ассоциация Киноактеров (I.F.A.A.)
- Иранская Ассоциация Театральных Актёров
- театральный форум

## Преподавание
- Мастер-классы и курсы актёрского мастерства[99][100][101][102]
- Киношкола Хиладж, 2007, 2010 и 2011
- Актёрское искусство, внешкольные курсы Университет имени Алламе Табатабаи, 2004—2005
- Институт культуры и искусств Карнме[103], 2004—2005